# Sankhani Nyirenda
Sankhani Nyirenda (* 27. Juli 1987 in Kasungu, Central Region) ist ein malawischer Fußballspieler, der derzeit in Mosambik spielt.

## Karriere

### Verein
Nyirenda startete seine aktive Karriere in seiner Heimatstadt mit Kasungu Flue Cured Tobacco. 2007 verließ er Kasungu und wechselte für den Start seiner Seniorenkarriere zum Lilongwe beheimateten Verein Eagle Beaks. Eine Saison später verließ er die Eagles und wechselte zum Ligarivalen CIVO United.
Im Sommer 2009 verkündete er seinen Wechsel vom CIVO United zum Ligarivalen Bullets FC aus Blantyre wechselte.
Seit 2011 spielt Nyirenda in der Moçambola für Ferroviário Maputo.

### Nationalmannschaft
Nyirenda gehört seit 2007 zum erweiterten Kader von Malawi und spielte sein einziges Länderspiel im Rahmen des COSAFA Cup 2007.